# NGC 2843
إن جي سي 2843 التي يرمز لها بالرمز NGC 2843، هي مجرة، في كوكبة السرطان.

## الاكتشاف
اكتشفت في 21 مارس 1784، بواسطة ويليام هيرشل.